# Spherillo opacus
Spherillo opacus is een pissebed uit de familie Armadillidae. De wetenschappelijke naam van de soort is voor het eerst geldig gepubliceerd in 1928 door Karl Wilhelm Verhoeff.